# Pepi Lederer
Pepi Lederer, née Josephine Rose Lederer, le 18 mars 1910 à Chicago aux États-Unis, est une actrice américaine du cinéma muet, ainsi qu'une écrivaine. Âgée de 25 ans, elle se suicide, le 11 juin 1935, à Los Angeles.

## Biographie
Pepi Lederer est la fille du producteur musical George Lederer (en) et de l'actrice et chanteuse Reine Davies (en). Elle est également la sœur du scénariste et producteur Charles Lederer. Depuis son enfance, elle est surnommée Peppy, en raison de sa vive personnalité. Elle change l'orthographe en Pepi et modifie officiellement son identité à l'âge de 18 ans, adoptant son surnom en tant que véritable prénom. Sa mère divorce de son père, alors que Pepi est âgée de 2 ans, et se remarie avec l'acteur George Regas.
Par ailleurs, sa tante, l'actrice Marion Davies, entretient une longue relation avec l'homme d'affaires William Randolph Hearst : celui-ci héberge Pepi et son frère Charles dans sa somptueuse propriété, Hearst Castle où elle passe une bonne partie de sa jeunesse. Hearst favorise les ambitions de Charles, reléguant Peppi à de petits rôles tels que dans le film The Cardboard Lover. Inquiète pour sa carrière figée, elle s'installe à Londres.
Charismatique, mais indisciplinée et amatrice de bonne nourriture, d'alcool mais aussi de drogues, en particulier de cocaïne, Pepi Lederer est également lesbienne : elle a une liaison avec Louise Brooks.
À la fin du mois de mars 1930, alors qu'elle est à New York, elle découvre qu'elle est enceinte. Sur les conseils de sa tante Marion, elle avorte, ce qui lui occasionne des problèmes de santé. Pepi confiera à Marion qu'elle avait été violée par un homme qu'elle ne connaissait pas alors qu'elle était ivre-morte. Après sa mort, un homme avouera à Louise Brooks qu'il avait violé Pepi, alors qu'elle était ivre, lorsqu'il l'avait ramenée chez elle, à la Saint-Sylvestre de 1929.
En 1935, en raison de sa toxicomanie, Pepi est internée à l'hôpital psychiatrique Good Samaritan hospital à Los Angeles, à la demande de sa tante et de Hearst. C'est durant ce séjour, le 11 juin 1935, qu'elle se défenestre du sixième étage et meurt : elle est âgée de 25 ans. Elle est enterrée au Hollywood Forever Cemetery à Hollywood,.

## Filmographie
La filmographie de Pepi Lederer, comprend les films suivants :
- 1927 : The Fair Co-Ed[4]
- 1928 : The Cardboard Lover[5]